# Kallesmærsk Hede og Grærup Langsø
Kallesmærsk Hede og Grærup Langsø este o arie protejată (arie de protecție specială avifaunistică — SPA) din Danemarca întinsă pe o suprafață de 6.555 ha, integral pe uscat.

## Localizare
Centrul sitului Kallesmærsk Hede og Grærup Langsø este situat la coordonatele 55°37′17″N 8°09′34″E / 55.621389°N 8.159444°E.

## Înființare
Situl Kallesmærsk Hede og Grærup Langsø a fost declarat arie de protecție specială avifaunistică în mai 1983 pentru a proteja 7 specii de animale.

## Biodiversitate
Situată în ecoregiunea atlantică, aria protejată nu include niciun habitat protejat.
La baza desemnării sitului se află mai multe specii protejate de  păsări (7): ciuf de câmp (Asio flammeus), caprimulg (Caprimulgus europaeus), erete cenușiu (Circus pygargus), sfrâncioc roșiatic (Lanius collurio), ciocârlie de pădure (Lullula arborea), cresteț pestriț (Porzana porzana), fluierar de mlaștină (Tringa glareola).